# Little River (vattendrag i Grenada)
Little River är ett vattendrag i Grenada.   Det ligger i parishen Saint John, i den nordvästra delen av landet, 13 km norr om huvudstaden Saint George's. Little River ligger på ön Grenada.